# ليمور الخيزران الذهبي
ليمور الخيزران الذهبي أو هبّار الخيزران الذهبي (الاسم العلمي: Hapalemur aureus)، يُسمى باللغة الملغاشية بوكومبولومينا أو فاريبولومينا، هو نوع من ليمور الخيزران متوسط الحجم يستوطن في جنوب شرق مدغشقر.
يتميز ليمور الخيزران الذهبي بقدرتهُ على استيعاب اثني عشر ضعف كمية السيانيد التي تعتبر قاتلة للأنواع الأخرى من حجمه.

## الوصف
ليمور الخيزران الذهبي هو حيوان شفقيّ، أي أنه أكثر نشاطًا عند الفجر والغسق. وهو بحجم قطة منزلية تقريبًا ويبلغ طوله 28-45 سم (11-18 بوصة) بالإضافة إلى ذيله الذي يبلغ طوله 24-40 سم (9.4-15.7 بوصة)، ويزن في المتوسط 1.6 كجم (3.5 رطل).

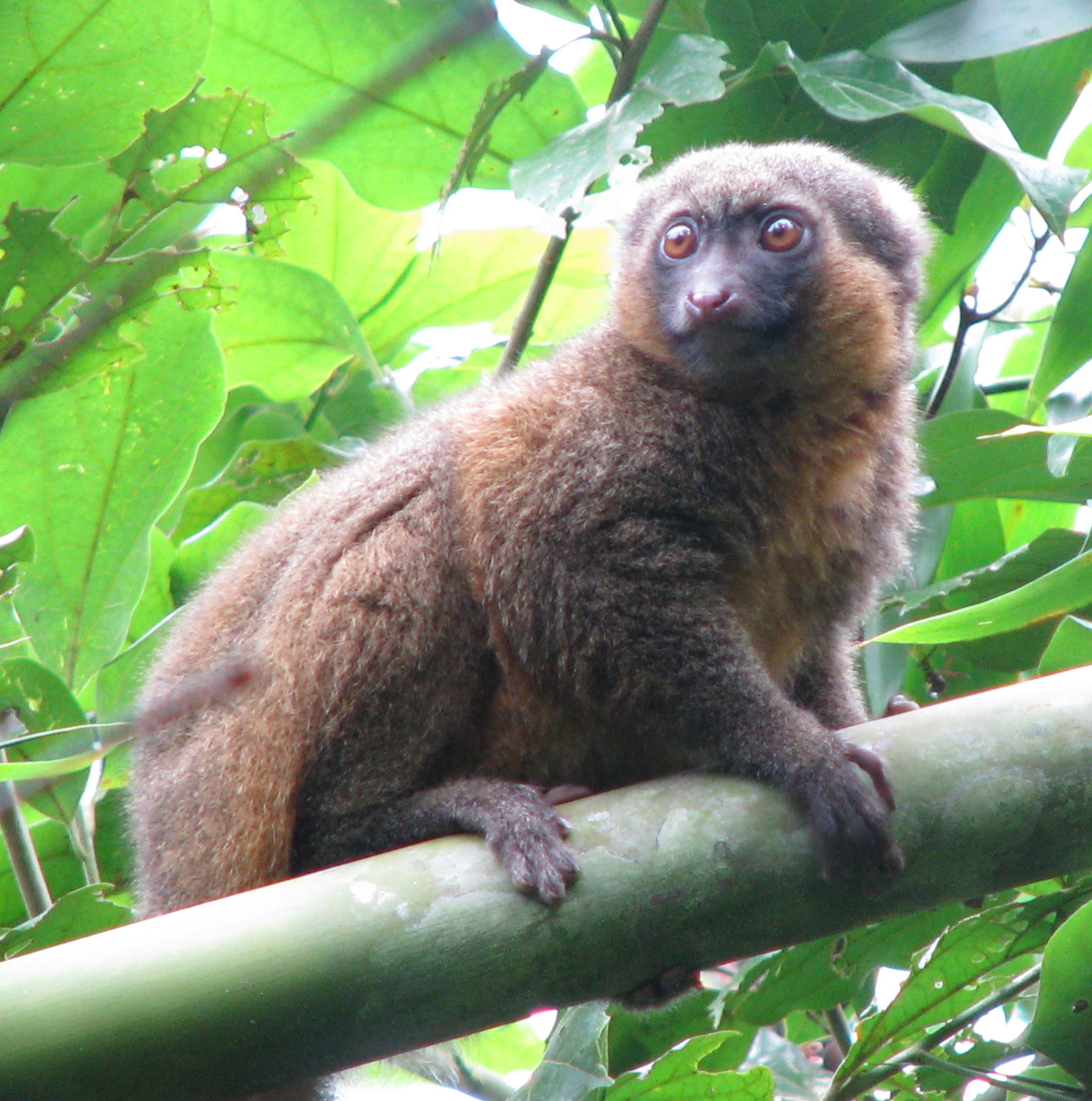
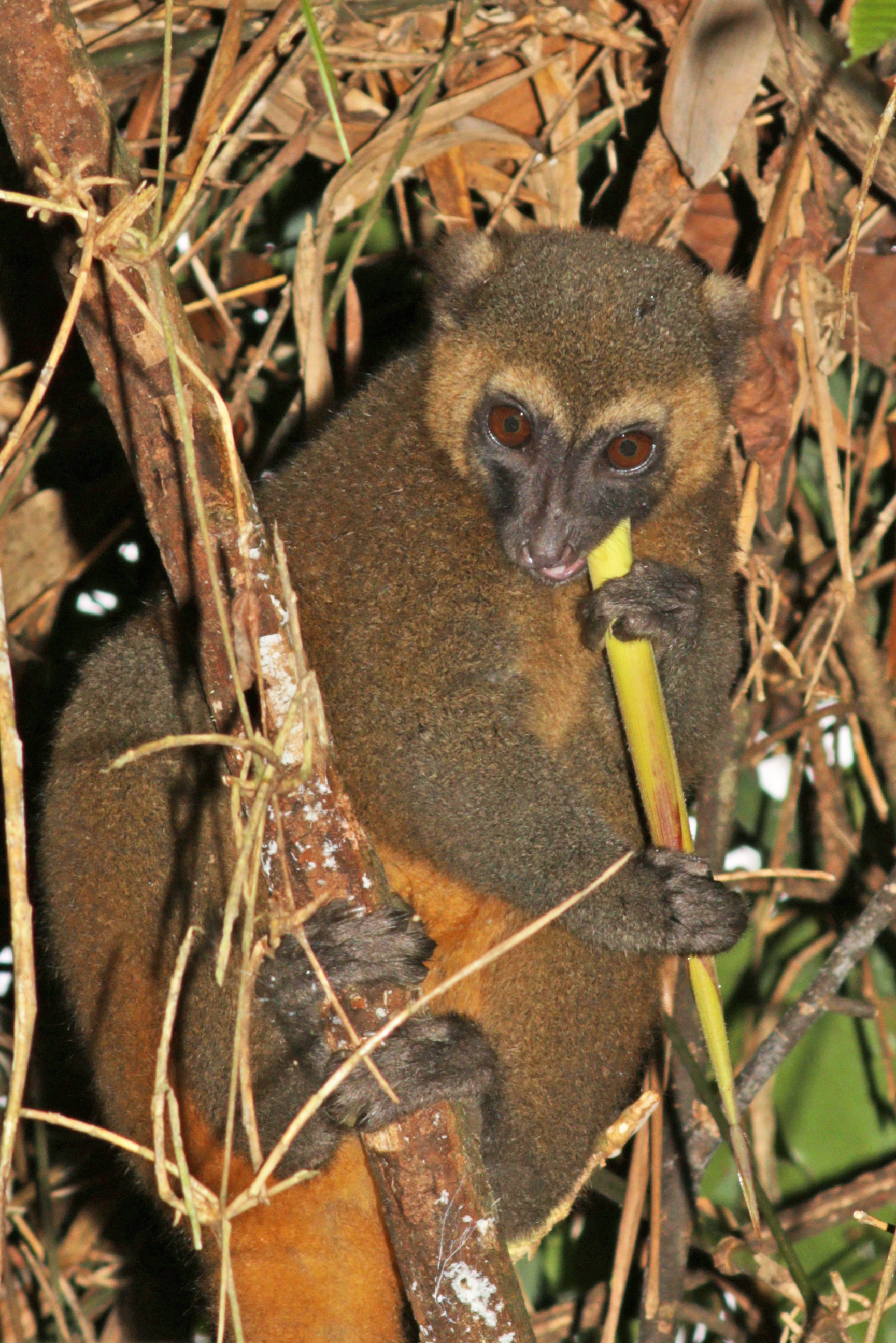
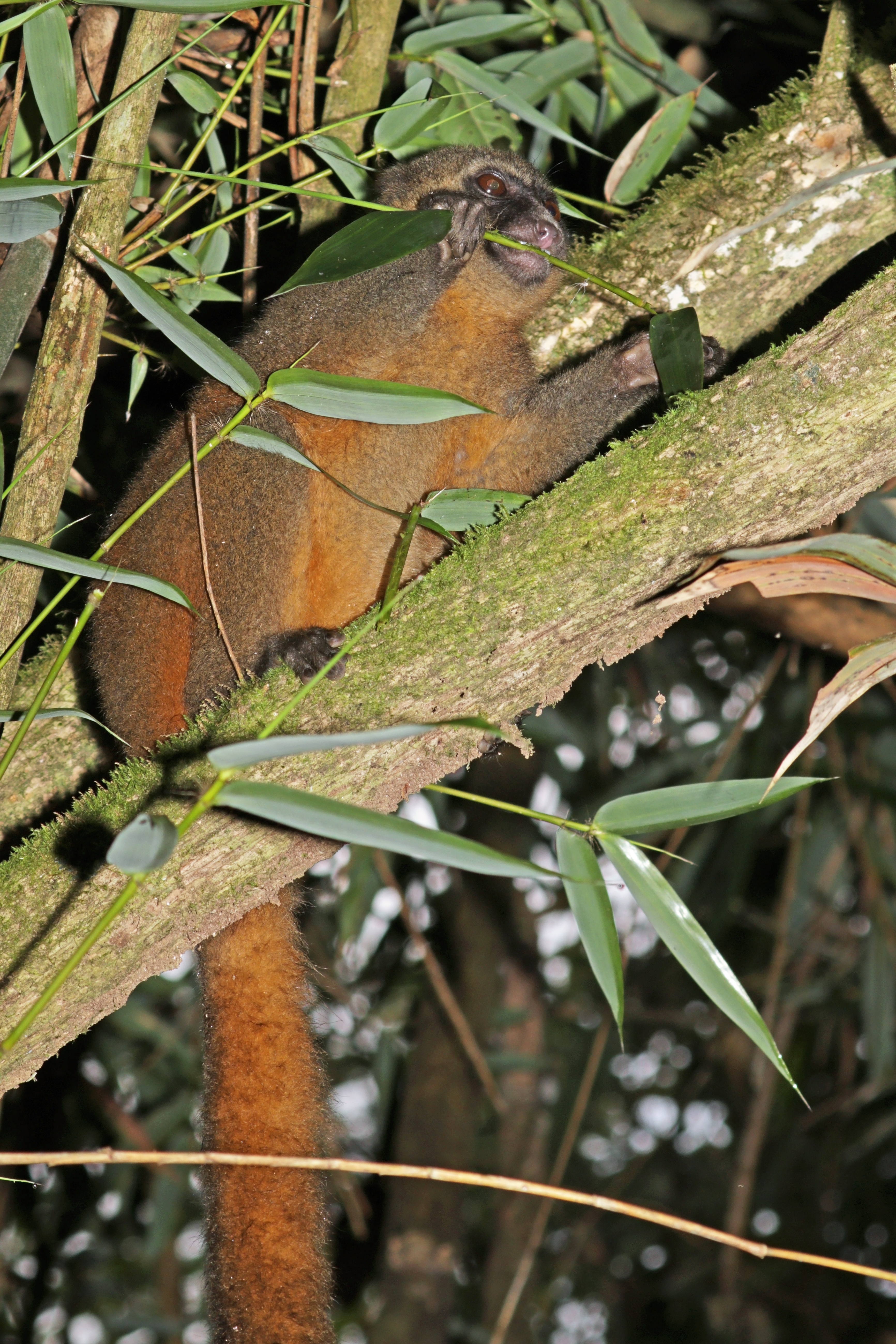

## التوزيع
هذا النوع من الليموريات مستوطن في الغابات المطيرة في جنوب شرق مدغشقر على ارتفاعات تتراوح بين 600-1400 متر (2000-4600 قدم). وهي معروفة من محيط منتزه رانومافانا الوطني (أول اكتشاف له كان في عام 1986 من قبل باتريشيا رايت)، ومنتزه أندرينجيترا الوطني (أُكتشف فيها في عام 1993)، وربما يوجد في ممر الغابة الذي يربط رانومافانا مع منتزه أندرينجيترا الوطني.